# Caos (romanzo)
Caos (Chaos) è un romanzo della scrittrice statunitense Patricia Cornwell pubblicato nel 2016; si tratta del ventiquattresimo romanzo con protagonista Kay Scarpetta anatomopatologa energica anche se ormai ultrasessantenne.

## Trama
Nella quiete del crepuscolo di una serata di inizio settembre, Elisa Vandersteel, una ragazza di ventitré anni, muore mentre sta andando in bicicletta lungo il fiume Charles. Sembrerebbe essere stata colpita da un fulmine, ma poiché è una bellissima giornata, è evidente che la causa debba essere un'altra. Da giorni Kay Scarpetta riceve sul suo computer ogni pomeriggio alla stessa ora un messaggio vocale con una bizzarra e inquietante filastrocca, sempre diversa, inviata da un anonimo che si firma Tailend Charlie. E proprio quando la famosa anatomopatologa giunge sulla scena della morte della povera Elisa per dare inizio alla sua indagine le arriva la settima filastrocca. Kay ha già messo al corrente di questi messaggi il suo collega Pete Marino, il marito Benton Wesley e la nipote Lucy. Quest'ultima, nonostante la sua straordinaria abilità informatica, non è stata in grado di rintracciare lo sfuggente Tailend Charlie, né riesce a capire come lui possa avere accesso a informazioni private. È evidente a tutti che l'anonimo molestatore sia coinvolto nella morte della ragazza. A complicare le cose, altre due morti sospette per folgorazione sembrano convincere Kay Scarpetta dell'esistenza di un'arma letale che uccide a distanza e che potrebbe scatenare il panico tra la popolazione se la sua esistenza diventasse di dominio pubblico.